# به من قسم بخور
به من قسم بخور (به انگلیسی: swear on me) فیلمی هندی محصول سال ۲۰۰۳ و به کارگردانی کی. ویجایا بهاسکار است. در این فیلم بازیگرانی همچون ریتیش دشموک، جنلیا دی‌سوزا، شریا سارن، سوپریا پیلگانکار، ساتیش شاه، سوشما ست، شاکتی کاپور، جاسپال بهاتی، آسرانی و بیپاشا باسو ایفای نقش کرده‌اند.